# Kontinentalsokkel
Kontineltalsoklen er den del af et kontinent, som befinder sig under havets overflade. Man beregner som regel kontinentets udstrækning ud til 200 meters vanddybde, fordi kontinentalskrænten oftest begynder dér. Der er dog store variationer, spændende lige fra en skrænt, der begynder ret uden for kysten, til én, der ligger mange hundrede kilometer ude og ved en vanddybde på ca. 700 m.